# The Great White Wall: a Poem
The Great White Wall: a Poem – poemat amerykańskiego poety Williama Rose’a Benéta (brata Stephena Vincenta Benéta), późniejszego laureata Nagrody Pulitzera, opublikowany w 1916. Utwór jest oparty na historiach z dalekiego wschodu.